# Axel Düberg
Axel ”Acke” Düberg, född 17 oktober 1927 i Engelbrekts församling i Stockholm, död 6 oktober 2001 i Katarina församling i Stockholm, var en svensk skådespelare.

## Biografi
Axel Düberg var far till skådespelaren Jörgen Düberg i äktenskapet med Helena Reuterblad.
Han var kusinbarn till skådespelaren Maj Lindström, systerson till konstnärerna Erik Håfström och Stina Håfström, samt kusin till konstnären Jan Håfström.
Axel Düberg studerade vid Malmö stadsteaters elevskola 1953 och engagerades vid samma teater 1956–1959, och vid Stockholms stadsteater 1959–1969 och därefter vid Dramaten. Han har även gjort roller i TV och på film. Düberg är begravd på Danderyds kyrkogård.

## Filmografi
- 1955 – Kvinnodröm
- 1958 – Ansiktet
- 1958 – Rabies
- 1959 – Skuggornas klubb
- 1959 – Den inbillade sjuke
- 1959 – Vår ofödde son
- 1960 – Djävulens öga
- 1960 – Jungfrukällan
- 1960 – Ung och grön
- 1960 – De lyckliga bröderna
- 1960 – Oväder
- 1960 – Simon och Laura
- 1960 – Myteriet på Caine
- 1960 – Spökhotellet
- 1960 – Antigone
- 1960 – En av sju
- 1960 – Ett glas vatten
- 1961 – Karneval
- 1962 – Eskapad
- 1962 – Nils Holgerssons underbara resa
- 1963 – Kurragömma
- 1963 – En söndag i september
- 1963 – Adam och Eva
- 1964 – För att inte tala om alla dessa kvinnor
- 1965 – För vänskaps skull
- 1966 – Yngsjömordet
- 1966 – Prinsessan
- 1967 – Djungelboken
- 1968 – Bombi Bitt och jag (TV-serie)
- 1968 – Skammen
- 1968 – Alkestis
- 1969 – Fadern
- 1970 – Röda rummet (TV-serie)
- 1970 – På sju minuter
- 1972 – Stora skälvan (TV-serie)
- 1972 – Barnen i Höjden (TV-serie)
- 1973 – Skotten i Sandarne
- 1975 – Lejonet och jungfrun
- 1975 – Garaget
- 1975 – Pojken med guldbyxorna (TV-serie)
- 1976 – Stadsresan
- 1976 – Schaurige Geschichten (TV-serie)
- 1976 – Engeln (TV-serie)
- 1977 – Tabu
- 1978 – Det enda raka
- 1978 – Strandfyndet (TV-serie)
- 1978 – Restauranten
- 1979 – Min älskade
- 1980 – Kärleken
- 1980 – Sinkadus (TV-serie)
- 1980 – Ett drömspel
- 1980 – Huset i världens mitt
- 1981 – Skärp dig, älskling! (TV-serie)
- 1981 – Pelle Svanslös
- 1981 – Scener från ett radhusområde
- 1982 – Fanny och Alexander
- 1982 – Brusten himmel
- 1983 – Distrikt 5 (TV-serie)
- 1984 – Rosmersholm
- 1984 – Nya himlar och en ny jord (TV-serie)
- 1984 – Se upp för sjöjungfrur!
- 1985 – Nya Dagbladet (TV-serie)
- 1986 – Plötsligt skulle vi skiljas
- 1986 – Fläskfarmen
- 1986 – Hassel - Anmäld försvunnen
- 1986 – Sammansvärjningen (TV-serie)
- 1987 – Ondskans år
- 1987 – Hästens öga (TV-serie)
- 1988 – Clark Kent (TV-serie)
- 1989 – Den inbillade sjuke
- 1989 – Alla älskade Alice
- 1989 – Det var då... (TV-serie)
- 1990 – En hel del
- 1991 – Kopplingen
- 1991 – Sanna kvinnor
- 1991 – Kontrollanten
- 1993 – Tryggare kan ingen vara ......
- 1993 – Kådisbellan
- 1993 – Rederiet (TV-serie)
- 1993–1997 – Snoken (TV-serie)
- 1994 – Zorn
- 1998 – Pip-Larssons (TV-serie)

## Teater

### Roller (ej komplett)
| År   | Roll                                            | Produktion                                                                                               | Regi                 | Teater                 |
| ---- | ----------------------------------------------- | --- | -------------------- | ---------------------- |
| 1955 |                                                 | Donadieu Fritz Hochländer                                                                                | Lars-Levi Læstadius  | Malmö stadsteater      |
| 1955 |                                                 | Vår egen ö Leck Fischer                                                                                  | Eva Sköld            | Malmö stadsteater      |
| 1955 |                                                 | Revisorn (Ревизор, Revizor) Nikolaj Gogol                                                                | Lars-Levi Læstadius  | Malmö stadsteater      |
| 1956 | Ceremonimästaren                                | Annie Get Your Gun Irving Berlin, Dorothy Fields och Herbert Fields                                      | Ivo Cramér           | Malmö Stadsteater      |
| 1956 |                                                 | Ornifle Jean Anouilh                                                                                     | Yngve Nordwall       | Malmö stadsteater      |
| 1956 |                                                 | Snaran Werner Aspenström                                                                                 | Yngve Nordwall       | Malmö stadsteater      |
| 1956 |                                                 | Trojanska kriget blir inte av (La Guèrre de Troie n'aura pas lieu) Jean Giraudoux                        | Lars-Levi Laestadius | Malmö stadsteater      |
| 1956 |                                                 | Erik XIV August Strindberg                                                                               | Ingmar Bergman       | Malmö stadsteater      |
| 1957 | Tjuvgömmaren                                    | Peer Gynt Henrik Ibsen                                                                                   | Ingmar Bergman       | Malmö stadsteater      |
| 1957 | Dubois                                          | Misantropen (Le misanthrope) Molière                                                                     | Ingmar Bergman       | Malmö stadsteater      |
| 1958 |                                                 | Månfåglarna (Les oiseaux de lune) Marcel Aymé                                                            | Yngve Nordwall       | Malmö stadsteater      |
| 1958 | Studenten                                       | Ur-Faust (Faust) Johann Wolfgang von Goethe                                                              | Ingmar Bergman       | Malmö stadsteater      |
| 1958 | Bengt på Åsen                                   | Värmlänningarna Fredrik August Dahlgren och Andreas Randel                                               | Ingmar Bergman       | Malmö stadsteater      |
| 1960 | Robin Adair                                     | Tuppen (Cock-a-doodle dandy) Seán O'Casey                                                                | Lars-Levi Laestadius | Stockholms stadsteater |
| 1962 | Plom                                            | Patrasket Hjalmar Bergman                                                                                | Stina Bergman        | Stockholms stadsteater |
| 1963 | Herr Corfan m. fl.                              | Bara en barberare (Histoire de Vasco) Georges Schehadé                                                   | Lars-Levi Laestadius | Stockholms stadsteater |
| 1963 | Broder Nicolaus                                 | Lax, lax, lerbak Alf Henrikson                                                                           | Carl Johan Ström     | Stockholms stadsteater |
| 1964 | Michele Svärdfisken                             | Han hade två pistoler med svarta och vita ögon (Aveva due pistole con gli occhi bianchi e neri) Dario Fo | Hans Dahlin          | Stockholms stadsteater |
| 1964 | Habib Lassen Soldaten                           | Skärmarna (Les Paravents) Jean Genet                                                                     | Per Verner-Carlsson  | Stockholms stadsteater |
| 1964 | Jimmy Farrell                                   | Hjälten på den gröna ön (The Playboy of the Western World) John Millington Synge                         | Lars-Erik Liedholm   | Dramaten               |
| 1964 | Medverkande                                     | Å vilket härligt krig (Oh, what a lovely war) Charles Chilton                                            | Jackie Söderman      | Dramaten               |
| 1965 | Pierrot                                         | Don Juan (Dom Juan ou Le Festin de pierre) Molière                                                       | Ingmar Bergman       | Dramaten               |
| 1965 | Schweizerosten                                  | Mutter Courage (Mutter Courage und ihre Kinder) Bertolt Brecht                                           | Alf Sjöberg          | Dramaten               |
| 1971 | Kriminalkonstapeln Löjtnant 1 Landssekreteraren | Sol, vad vill du mig? Birger Norman                                                                      | Ingvar Kjellson      | Dramaten               |
| 1973 | Molvik                                          | Vildanden Henrik Ibsen                                                                                   | Ingmar Bergman       | Dramaten               |
| 1976 | Sonen                                           | Gud bevare omgivningen när en människa får en idé Stig Ossian Ericson                                    | Per Sjöstrand        | Dramaten               |
| 1977 | Kommunalpolitiker, s                            | Ranstadvalsen Jan Guillou och Gunnar Ohrlander                                                           | Margaretha Byström   | Dramaten               |
| 1979 | Rannsakningsdomaren                             | Mannen på trottoaren Per Olov Enquist och Anders Ehnmark                                                 | Staffan Roos         | Dramaten               |
| 1983 | Sjamrajev                                       | Måsen (Чайка, Tjajka) Anton Tjechov                                                                      | Gunnel Lindblom      | Dramaten               |
| 1984 | Arvid Stålarm                                   | Daniel Hjort eller Skuggornas hämnd Josef Julius Wecksell                                                | Jan Håkanson         | Stockholms stadsteater |
| 1985 | Advokaten                                       | Herr Puntila och hans dräng Matti (Herr Puntila und sein Knecht Matti) Bertolt Brecht                    | Fred Hjelm           | Stockholms stadsteater |
| 1990 | Riksrådet                                       | Carl XII August Strindberg                                                                               | Jan Bergman          | Dramaten               |
| 1991 | Capulet                                         | Romeo och Julia (The Tragedy of Romeo and Juliet) William Shakespeare                                    | Peter Langdal        | Dramaten               |
| 1998 | Mattgubben Snickaren                            | Den goda människan från Sezuan (Der gute Mensch von Sezuan) Bertolt Brecht                               | Thorsten Flinck      | Dramaten               |
| 1999 | Domprosten                                      | Markurells i Wadköping Hjalmar Bergman                                                                   | Peter Dalle          | Dramaten               |

### Fotnoter
1. 1 2  ”Axel Düberg”. Svensk Filmdatabas. http://sfi.se/sv/svensk-filmdatabas/Item/?type=PERSON&itemid=64955&iv=OVERVIEW&ref=%2ftemplates%2fSwedishFilmSearchResult.aspx%3fid%3d1225%26epslanguage%3dsv%26searchword%3daxel+d%C3%BCberg%26type%3dPerson%26match%3dBegin%26page%3d1%26prom%3dFalse. Läst 3 augusti 2012.
2. ↑  FinnGraven
3. ↑  ”Annie Get Your Gun”. Musikverket. http://calmview.musikverk.se/CalmView/Record.aspx?src=CalmView.Performance&id=PERF19823&pos=3. Läst 15 juni 2015.
4. ↑  ”Peer Gynt”. Ingmar Bergman Face to face. http://ingmarbergman.se/verk/peer-gynt. Läst 15 oktober 2015.
5. ↑  ”Misantropen”. Stiftelsen Ingmar Bergman. http://ingmarbergman.se/verk/misantropen. Läst 17 oktober 2015.
6. ↑  ”Ur-Faust”. Stiftelsen Ingmar Bergman. http://ingmarbergman.se/verk/ur-faust. Läst 19 oktober 2015.
7. ↑  ”Värmlänningarna”. Stiftelsen Ingmar Bergman. http://ingmarbergman.se/verk/värmlänningarna-0. Läst 19 oktober 2015.
8. ↑  ”Don Juan”. Stiftelsen Ingmar Bergman. http://ingmarbergman.se/verk/don-juan-0. Läst 21 oktober 2015.
9. ↑  ”Vildanden”. Stiftelsen Ingmar Bergman. http://ingmarbergman.se/verk/vildanden. Läst 14 oktober 2015.